# Achlyella
Achlyella — рід грибів. Назва вперше опублікована 1890 року.

## Класифікація
До роду Achlyella відносять 1 вид:
- Achlyella flahaultii